# Johann Gustav Eduard Stehle
Johann Gustav Eduard Stehle (Steinhausen, 17 de febrer de 1839 - Sankt Gallen, Suïssa, 21 de juny de 1915) fou un compositor alemany del Romanticisme.
Estudià en el Seminari de Schwäbisch Gmünd. De 1869 a 1874 fou organista de Rorschach i de 1874 fins al 1913 mestre de capella de la catedral de Sankt Gallen. Hàbil organista i notable contrapuntista, va escriure nombroses obres, sent entre elles dignes de menció: 
- Salve Regina;
- Laetantur coeli;
- Jesu rex admirabilis;
- Missa solemnis, a 8 veus a cappella;
- Motettenbuch für das ganze kirchenjahr;
- Legende von der h. Cäecilia, per a solos, cor i orquestra;
- Deutsche Vesper;
- Cantique de Marie, a 4 veus;
- Lumen de coelo, per a soprano, cor i orquestra;
- Te Deum, a 8 veus, per al jubileu de l'emperador Francesc Josep
- Abendfeier, per a tenor, veus de dones i orquestra;
- Vineta, per a contralt, veus d'homes i orquestra;
- Oybin, per a contralt, veus d'homes i orquestra;
- Frithjols Heimkehr, per a solos, cor i orquestra;
- Saül, quadre simfònic;
- Pro Gloria et Patria, i peces per a orgue.